# Jiří Raška
Jiří Raška (n. 4 februarie 1941, Frenštát pod Radhoštěm⁠(d), Moravia-Silezia, Cehia – d. 20 ianuarie 2012, Nový Jičín, Moravia-Silezia, Cehia) a fost un săritor cu schiurile ce a reprezentat Cehia, medaliat olimpic. A participat la 2 ediții ale Jocurilor Olimpice (1968, 1972) în care a câștigat o medalie de aur și o medalie de argint.